# Es (Theme of Es)
【Es】 ~Theme of Es~ è un brano musicale del gruppo musicale giapponese Mr. Children, pubblicato come loro ottavo singolo il 1º maggio 1995, ed incluso nell'album Bolero. Il singolo ha raggiunto la prima posizione della classifica Oricon dei singoli più venduti in Giappone, vendendo 1 571 890 copie. Il brano è stato utilizzato come tema musicale del film documentatio 【es】 Mr.Children in FILM.

## Tracce
CD Singolo TFDC-28030
1. 【es】~Theme of es~
2. Ame Nochi Hare Remix Version (雨のち晴れ)

## Classifiche
| Classifica (1995) | Posizione più alta |
| ----------------- | ------------------ |
| Giappone (Oricon) | 1                  |